# Harmonische Norm
In der Mathematik ist die harmonische Norm eine Norm auf der Kohomologie von Mannigfaltigkeiten.

## Definition
Sei {\displaystyle M} eine kompakte Riemannsche Mannigfaltigkeit. Die harmonische Norm einer de-Rham-Kohomologie-Klasse ist definiert als die {\displaystyle L^{2}}-Norm des (nach dem Satz von Hodge) harmonischen Repräsentanten der Kohomologieklasse, äquivalent als das Infimum über die {\displaystyle L^{2}}-Norm geschlossener Differentialformen in der Kohomologieklasse. Dabei ist die {\displaystyle L^{2}}-Norm einer Differentialform {\displaystyle \alpha } definiert durch
{\displaystyle \Vert \alpha \Vert _{L^{2}}=\int _{M}\alpha \wedge *\alpha }
mit dem Hodge-Stern-Operator {\displaystyle *}.

## Beziehung zur Gromov-Norm
Für die Gromov-Norm {\displaystyle \Vert \alpha \Vert _{1}} einer Homologieklasse {\displaystyle \alpha \in H_{k}(M)} und die harmonische Norm der Poincaré-dualen Kohomologieklasse {\displaystyle \alpha ^{*}} gilt die Ungleichung
{\displaystyle \Vert \alpha \Vert _{1}\leq k!(n-1)^{k}{\sqrt {vol(M)}}\Vert \alpha ^{*}\Vert _{L^{2}}},
wenn {\displaystyle M} eine {\displaystyle n}-dimensionale Riemannsche Mannigfaltigkeit mit Ricci-Krümmung {\displaystyle Ric\geq -(n-1)} ist.
Umgekehrt lassen sich für negativ gekrümmte Riemannsche Mannigfaltigkeiten oder lokal symmetrische Räume nichtkompakten Typs bei Homologieklassen nichtverschwindender Gromov-Norm obere Schranken für die harmonische Norm in Abhängigkeit vom Injektivitätsradius und der Gromov-Norm angeben.